# Triflylgroep

Triflylgroep, meestal: Triflaat, en formeel bekend als trifluormethaansulfonaat, heeft de molecuulformule CF3SO3-. Het is een zeer stabiel meeratomig ion aangezien het de geconjugeerde base van trifluormethaansulfonzuur (CF3SO3H) is, een van de sterkste zuren dat tot de superzuren gerekend wordt.
Een triflaat is een uitstekende leaving group die gebruikt wordt in de organische synthese, zoals in nucleofiele substitutie, Suzuki-reacties en Heck-reacties. Bijvoorbeeld, in een alkyltriflaat zoals n-butyltriflaat (CH3CH2CH2OTf), wordt "OTf" gebruikt om de leaving group aan te geven. Aangezien alkyltriflaten zeer reactief zijn in SN2 reacties moeten ze worden bewaard onder nucleofiel-vrije condities (waaronder water).
Vergelijkbaar met de betekenis van Ac is de betekenis van de afkorting Tf afhankelijk van de context:
- in de organische chemie staat Tf voor de triflylgroep, {\displaystyle {\ce {CF3SO2 \,-}}}
- in de analytische chemie staat Tf voor het triflaation, {\displaystyle {\ce {CF3SO2^{-}}}}